# Casa de Socorro del Distrito Centro (Madrid)
La Casa de Socorro del Distrito Centro es un edificio del distrito Centro de Madrid (España). 

## Historia
Fue diseñada por el arquitecto Julio Martínez-Zapata Rodríguez, y construida entre 1910 y 1913. Fue inaugurado el sábado 31 de mayo de 1913.
La compra del terreno por parte del Ayuntamiento y su  construcción en la calle de las Navas de Tolosa (antigua calle de la Sartén) fue financiada póstumamente gracias al aporte filantrópico de Josefa Claudia Artieda y Labiano, fallecida en 1908.
Su cometido, como el otras casas de socorro de la época, era prestar auxilio a cualquier persona que sufriese accidentes en la vía pública, práctica de curas de urgencia, asistir a enfermos en sus domicilios en caso de urgencia, desempeñar el servicio de consulta pública diaria para los pobres, registro de nodrizas, vacunación, etc. Tenía personal disponible para cada día de la semana. Sus servicios facultativos incluían consultas específicas de Urología, Dermatología, Otorrinolaringología y Radiología, contando una moderna sala de rayos X.  
En la década de 1920 se ampliaron los servicios ofreciendo visitas de urgencia a domicilios en automóviles.
En 1926 se atendieron más de 30.000 consultas. Se creó una Central de Cirugía de Urgencia, ofreciendo servicios quirúrgicos traumatológicos, bajo la dirección de Vicente Guerra y Cortés.
En 1929 tenía capacidad para diez hospitalizaciones.
Su actividad asistencial perviviría hasta la década de 1980, y tras la creación de los primeros centros de salud de Atención Primaria, se reconvertiría en un Centro de Promoción de la Salud con actividades relacionadas con prevención de salud pública.
Actualmente sigue operativo como Centro Municipal de Salud Comunitaria, incluyendo un área para menores de 21 años, denominado Centro Joven Madrid Salud.